# Герб Табуа
Ге́рб Та́буа — офіційний символ містечка Табуа, Португалія. Використовується як територіальний герб. У чорному щиті зелена оливкова гілка з золотими оливками. Обабіч неї два золоті качани кукурудзи зі срібним листям, схрещені в основі і перев'язані разом із гілкою червоною стрічкою. Під ними срібний п'ятиарковий міст, який стоїть у воді зі срібних і синіх хвилястих смуг, що перетинають підніжжя. Щит увінчує срібна мурована містечкова корона з чотирма вежами.  Під щитом біла стрічка, на якій великими літерами напис португальською: «vila de Tábua» (містечко Табуа).  Офіційно затверджений 14 квітня 1931 року.  

## Галерея

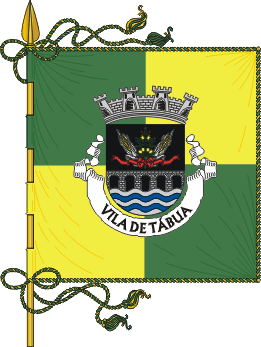
Прапор